# René de Montjean
René de Montjean másképp Montejean vagy Montejehan (? – Torino, 1539. szeptemberének eleje) Montjean és Combourg bárója, bretagne-i nemes, az itáliai háborúk hadvezére, Franciaország marsallja és Piemont helytartója I. Ferenc királysága idején.

## Pályája
Apja Louis, Montjean ura (1450 k. –1508), édesanyja pedig Jeanne du Chastel, IV. Tanneguy du Chastel La Bellière-i vikomt, királyi kamarás leánya és örököse. Édesanyja anyai ágon Combourg és Cholet úrnője is volt. René 1515-ben örökölte meg a montjeani báróságot, amelynek utolsó ura lett, emellett többek között Beaupréau, Sillé és Cholet uradalmát is ő kapta meg. 1517-ben Jacques nevű bátyjától Combourg uradalmát is megörökölte.
A vakmerő, pazarló, szerencsejátékokat szívesen űző főurat 1523-ban fogságba ejtették egy Milánói Hercegség területén zajló összecsapásban, majd az 1525-ben katasztrofális francia vereséggel végződő paviai csatában is az ellenség rabságába került, miután súlyosan megsebesült. 1528-ban Lautrec marsall alatt harcolt Pavia bevételénél.
1532-ben I. Ferenc neki adta a gazdag fougères-i báróság bevételeit; a bárói titulus birtokosaként fontos szerepe volt a francia-breton uniót kimondó szerződés 1532-es aláírásában, mint a breton rendi gyűlést király képviseletében levezető elnök. Bretagne-ban helytartóvá is kinevezték.
1535-ben Claude d'Annebault oldalán Piemont ellen indult 12.000 gyalogos élén. Átkeltek a Susai-hágón, áprilisban elfoglalták Torinót, majd Chivasso is megadta magát nekik. Ezután kiszorították Gian Giacomo Medici marignanói őrgróf hadait a tartományból, és uralmuk alá hajtották egész Piemontot. Amikor V. Károly német-római császár Franciaországra támadt, Montjeant utasították Piemont kiürítésére a torinói, fossanói és cuneói helyőrség kivételével. Míg Károly Marseille-t ostromolta 1536 augusztusában, Montjean a tiltás ellenére megközelítette 300 gyalogos és 140 lovas élén az I. Ferrante Gonzaga vezette előörsöt. A Brignoles és Le Luc közt kibontakozó csatában ismét fogságba esett.
1537-től csapataiban szolgált a frissen orvosi iskolát végzett Ambroise Paré sebész is. Ez évben Piemont kormányzójává nevezték ki 1537. november 27-én, Jean d’Humières lemondása után. 1538. február 10-én marsalli kinevezést is kapott a connétable-lá előlépett Anne de Montmorency rangját megörökölve. A piemonti kormányzóságot 1539-ben Jean du Bellay vette át tőle, akit szeptemberben d'Annebault marsall követett, nem sokkal azután, hogy Montjean szeptember elején meghalt Torinóban. Montjeanban temették el.

## Házassága, öröksége
1526-ban vette feleségül Philippes de Montespedont (megh. 1578), Beaupréau és Chemillé úrnőjét, Joachim de Montespedon és Jeanne de la Haye-Passavant egyetlen lányát. Frigyük gyermektelen maradt. A cholet-i birtokot öröklő, vagyonos özvegye 1544-ben Charles de Bourbon-Montpensier herceghez (1515–1565) ment feleségül, akin keresztül bekerült a királyi udvarba, és 1561-től haláláig ő volt Medici Katalin anyakirálynő főtársalkodónője (première dame d'honneur).
Montjean örököse a nővére, Anne (megh. 1562), VII. Jean d'Acigné (1490 k.–1539) felesége volt, aki a montjeani báróságot fiukra, VIII. Jean d'Acignéra (1525–1573) örökítette. Utóbbi lánya, Judith d'Acigné I. Charles de Cossé marsall (1505–1563) fiához, II. Charles de Cossé (1550–1621) marsallhoz ment feleségül.

Címere

## Fordítás
- Ez a szócikk részben vagy egészben  a   René de Montjean című francia Wikipédia-szócikk ezen változatának fordításán alapul.  Az eredeti cikk szerkesztőit annak laptörténete sorolja fel. Ez a jelzés csupán a megfogalmazás eredetét és a szerzői jogokat jelzi, nem szolgál a cikkben szereplő információk forrásmegjelöléseként.
- Ez a szócikk részben vagy egészben  a   René de Montejean című német Wikipédia-szócikk ezen változatának fordításán alapul.  Az eredeti cikk szerkesztőit annak laptörténete sorolja fel. Ez a jelzés csupán a megfogalmazás eredetét és a szerzői jogokat jelzi, nem szolgál a cikkben szereplő információk forrásmegjelöléseként.